# London S.S
London SS fou una banda britànica de la primera onada del punk formada per Mick Jones i Tony James. El grup és més conegut per les reeixides carreres posteriors dels seus integrants que per la seva existència i persistència.

## Història
London SS va passar la major part de la seva curta existència fent audició de potencials membres, molts dels quals després tindrien una destacada participació a altres de les bandes de l'escena punk local i internacional. A més dels ja esmentats Mick Jones (després membre de The Clash, Big Audio Dynamite i Carbon/Silicon) i Tony James (Generation X, Sigue Sigue Sputnik, The Sisters of Mercy i Carbon/Silicon), la banda va comptar amb Brian James (més tard a The Damned), Matt Dangerfield i Casino Steel (tots dos de The Boys) i altres músics que van fer proves amb el grup o hi van participar breument com Paul Simonon, Terry Chimes i Topper Headon (els tres futurs membres de The Clash) i Rat Scabies (The Damned).
L'únic enregistrament de London SS va ser una demostració amb l'alineació Jones, James, James i el baterista Roland Hot. L'estil musical del grup era un rock and roll amb influències del R&B, però els seus membres han admès amb el temps que la qualitat estilística era molt pobra. La versió reformada de l'enregistrament es va comercialitzar en format CD de demostració d'edició limitada, titulat "High Jinks On A Low Budget" que es va vendre a The Rebellion Festival el 2013, després del seu èxit en llur participació. També van gravar un EP, mentre van signar amb el segell francès, Combat Rock Records. L'E.P. es titula "No Beards, No Beerguts, No Beginners".
La utilització de les lletres "SS", associades a la Schutzstaffel nazi, en el nom de la banda seria un inconvenient que hauria d'enfrontar Mick Jones quan The Clash es va convertir en el grup emblema de la ideologia d'esquerra al punk. Tot i això, els membres han argumentat que "SS" venia a representar seguretat social. En una darrera entrevista, per donar-li un aspecte més combatiu, van dir que les "SS" significaven "Street Soldiers".
Al voltant de 2003, Tony James i Mick Jones van tornar a ajuntar-se per formar Carbon/Silicon.